# Mikuliczyn
Mikuliczyn (ukr. Микуличин, Mykułyczyn) – wieś na Ukrainie, należąca do miasta na prawach rejonu Jaremcze, w obwodzie iwanofrankiwskim nad Prutem. Leży na terenie Huculszczyzny, na granicy Pokucia i Gorganów.
Znajduje się tu stacja kolejowa Mikuliczyn.

## Historia
Prywatna wieś szlachecka prawa wołoskiego, położona była w ziemi halickiej województwa ruskiego.
Pod koniec XIX w. grupa domów we wsi nosiła nazwę Pod Kamieniem.
W II Rzeczypospolitej miejscowość była siedzibą gminy wiejskiej Mikuliczyn w powiecie nadwórniańskim województwa stanisławowskiego, uzdrowisko. Zabytkowa Cerkiew Trójcy Świętej z 1868.

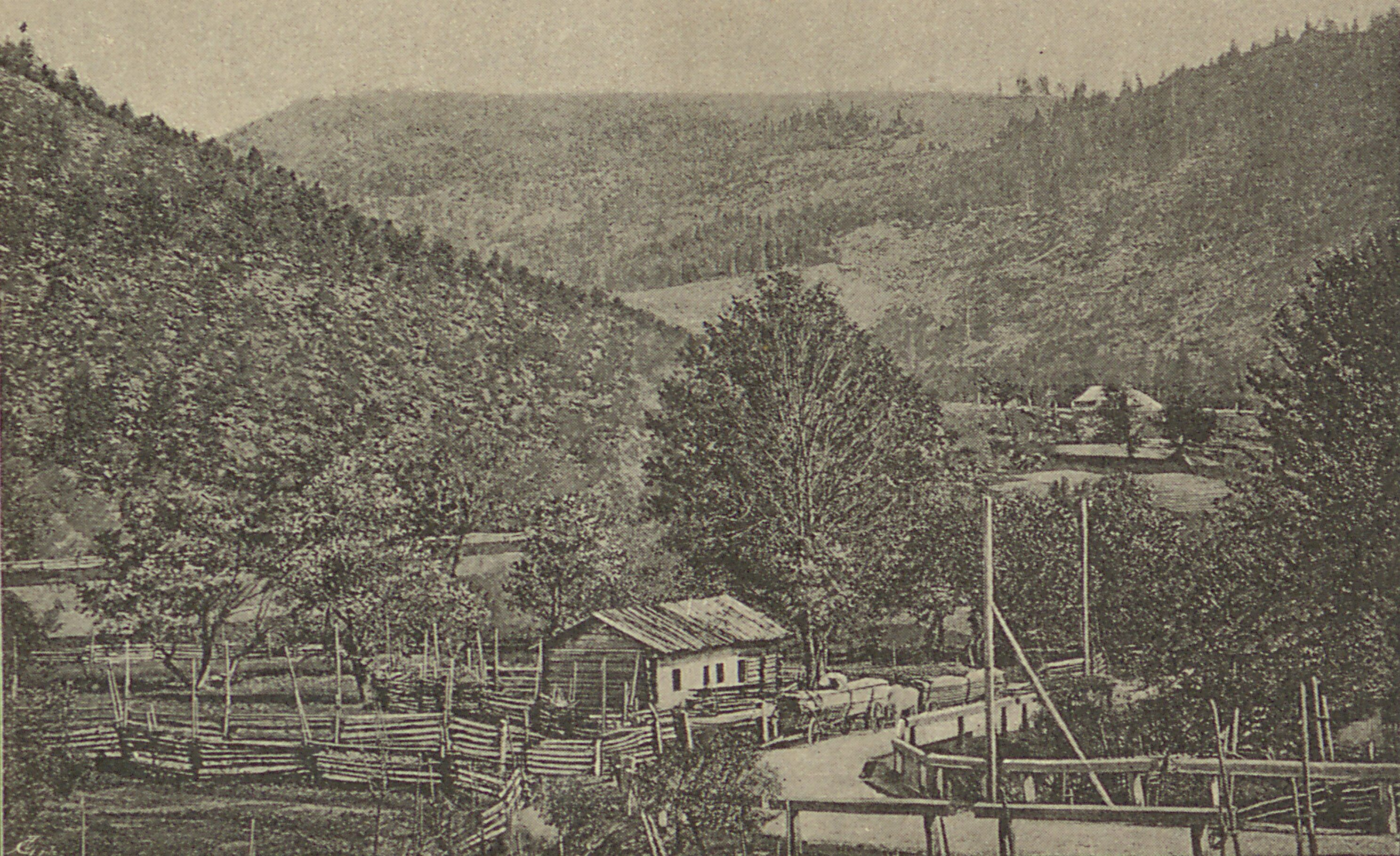
Wjazd do miejscowości przed 1892
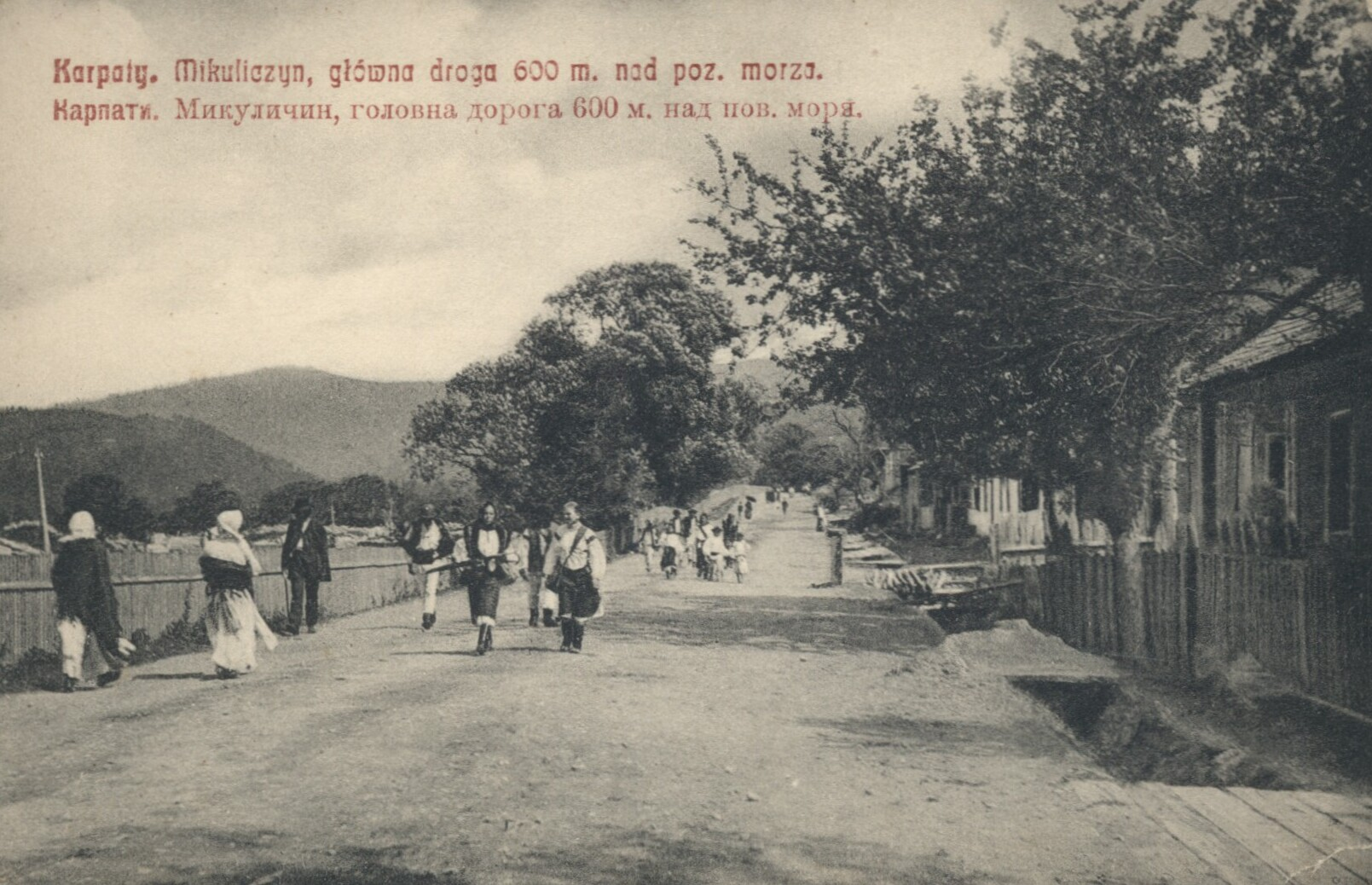
Główna droga
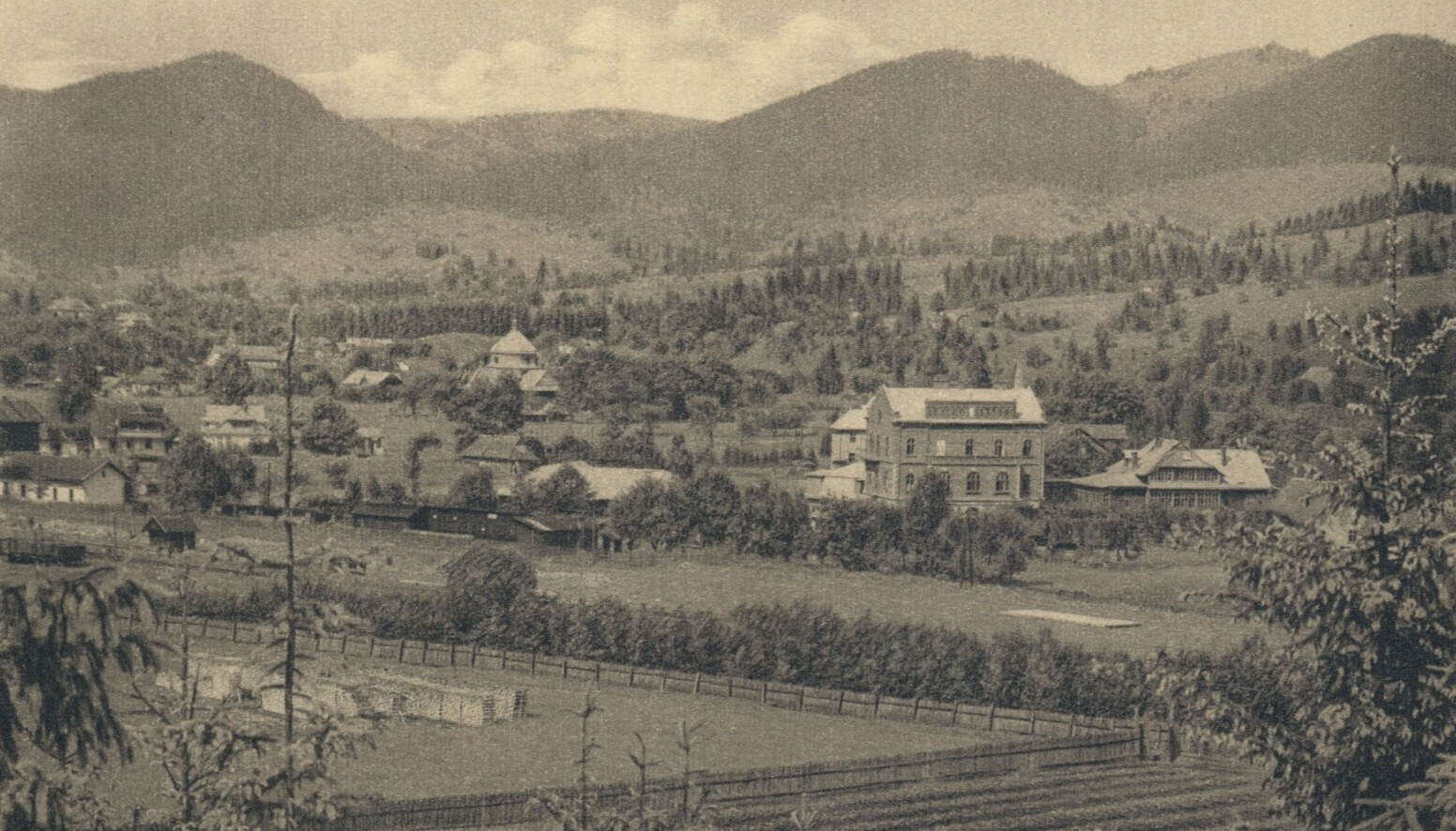
Widok ogólny, przed 1939
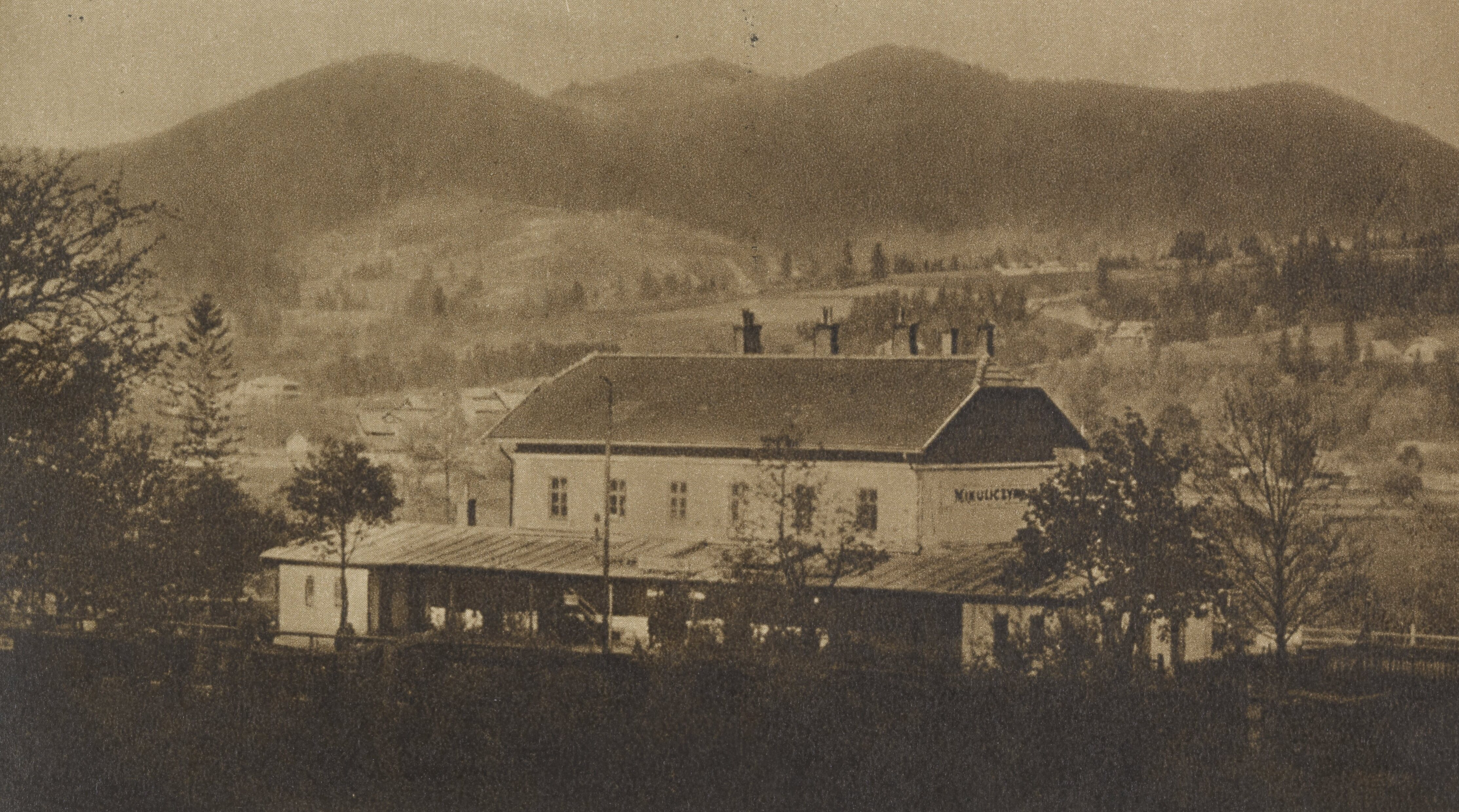
Dworzec kolejowy, przed 1938
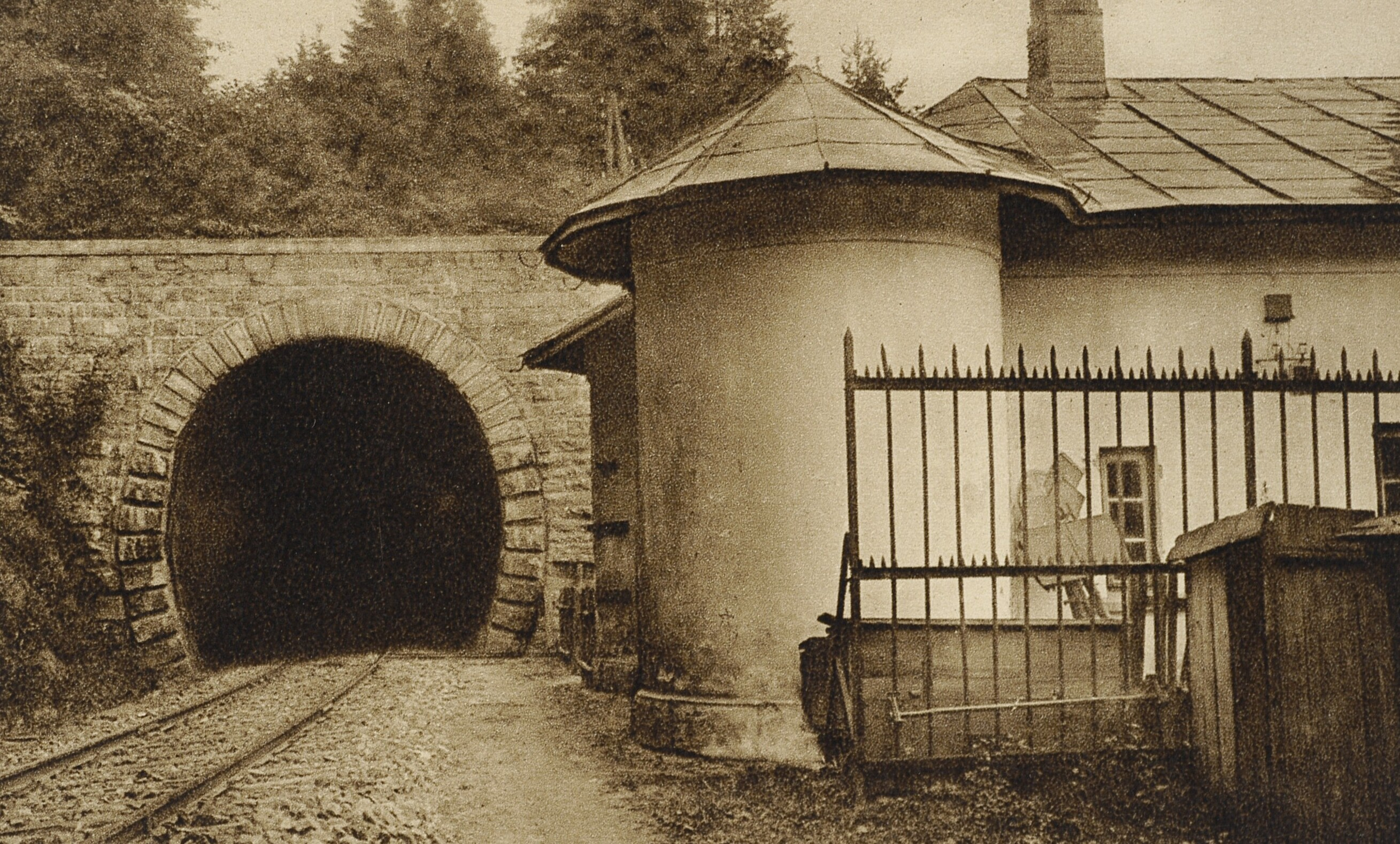
Tunel kolejowy, przed 1930
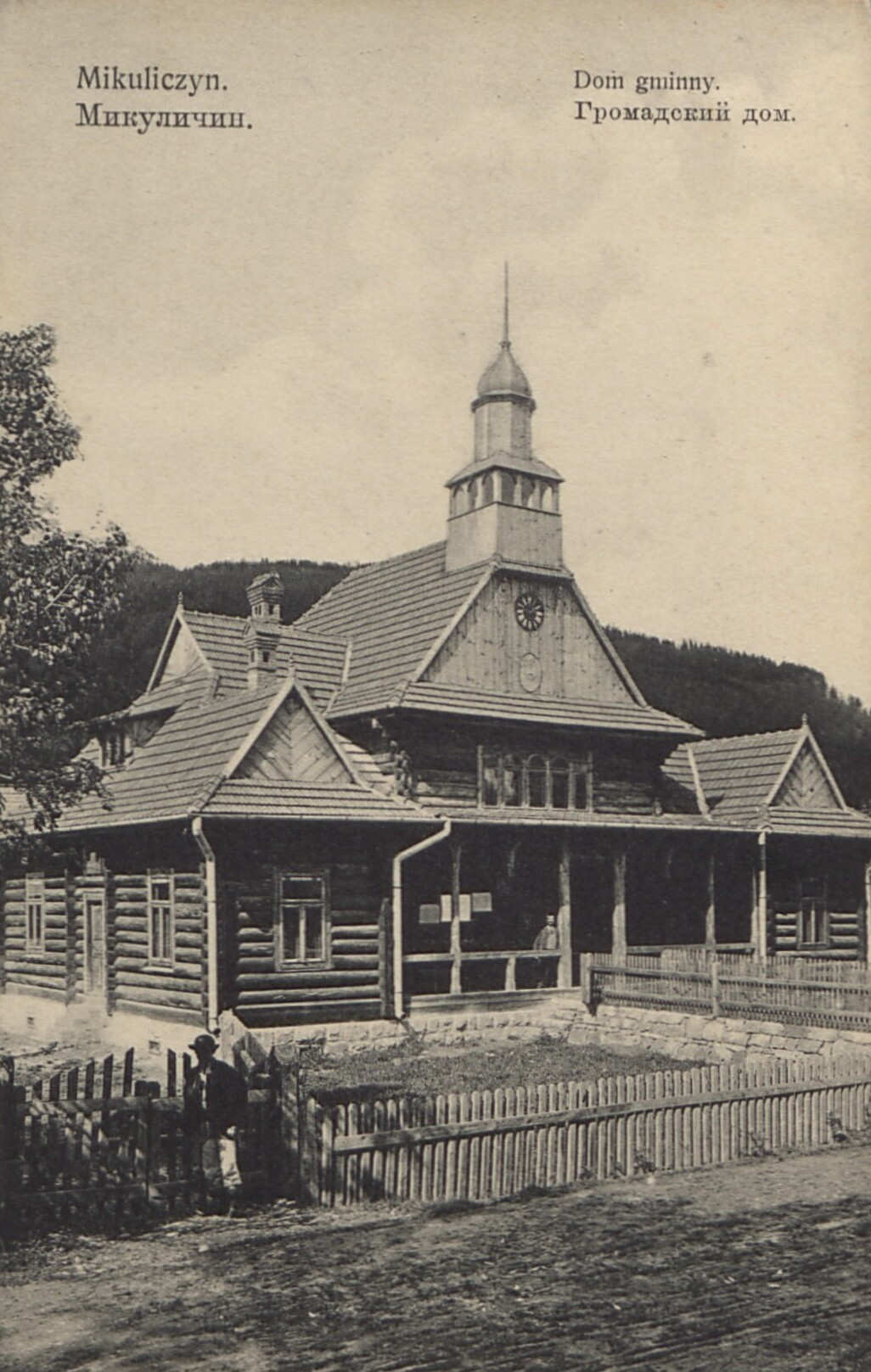
Dom gminny, około 1925
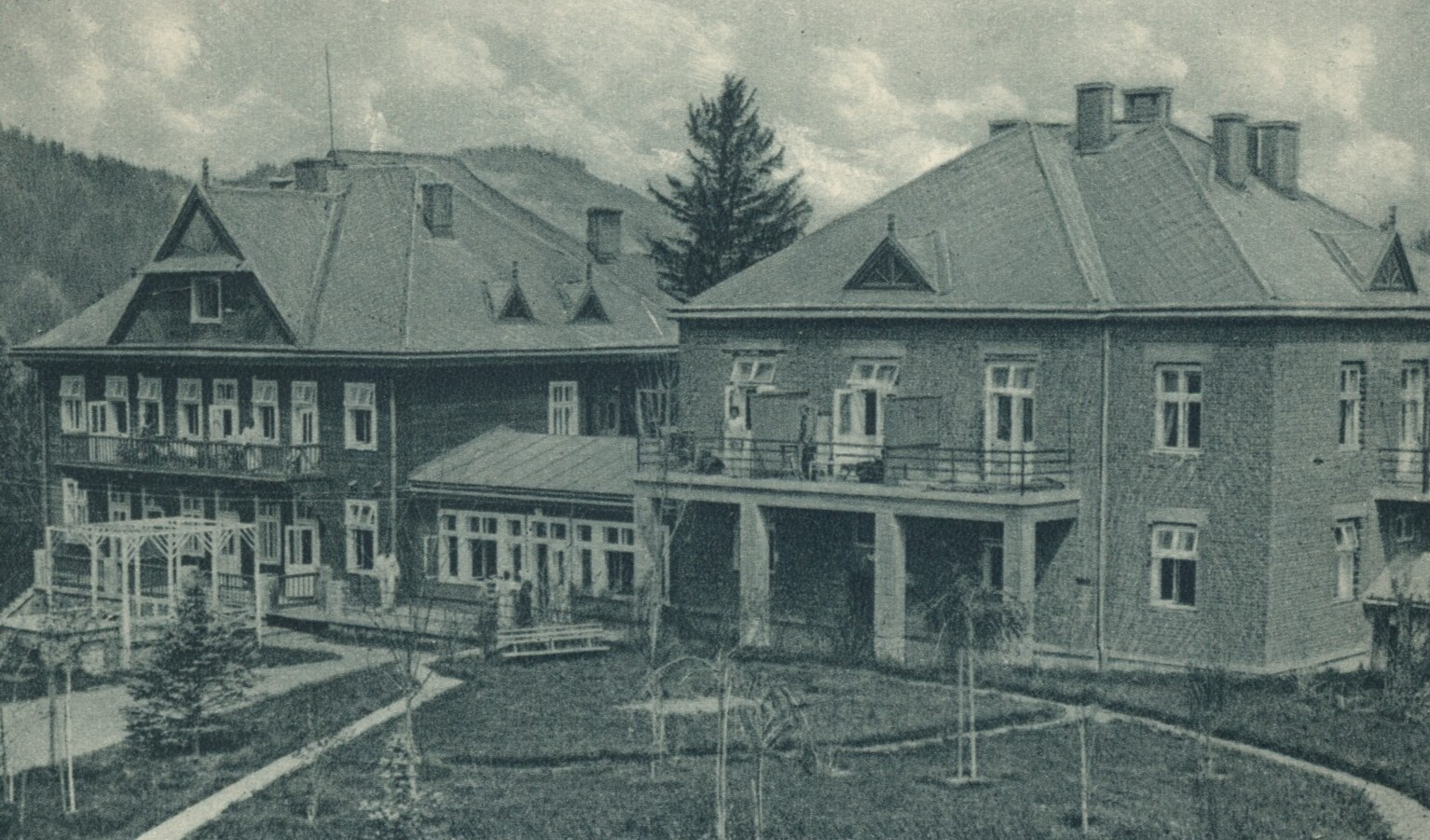
Dom zdrowia akademików lwowskich, 1939
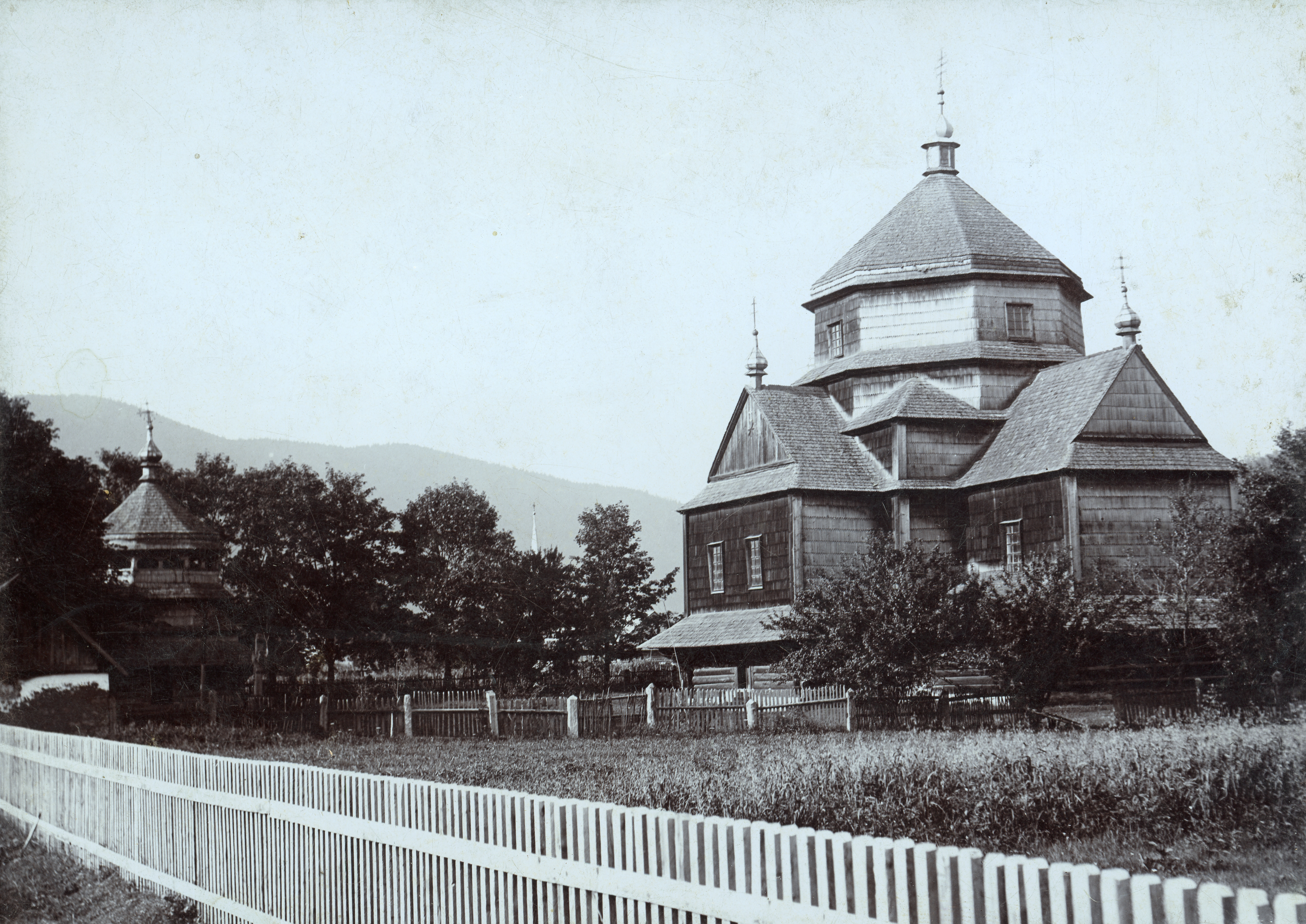
Cerkiew, 1914
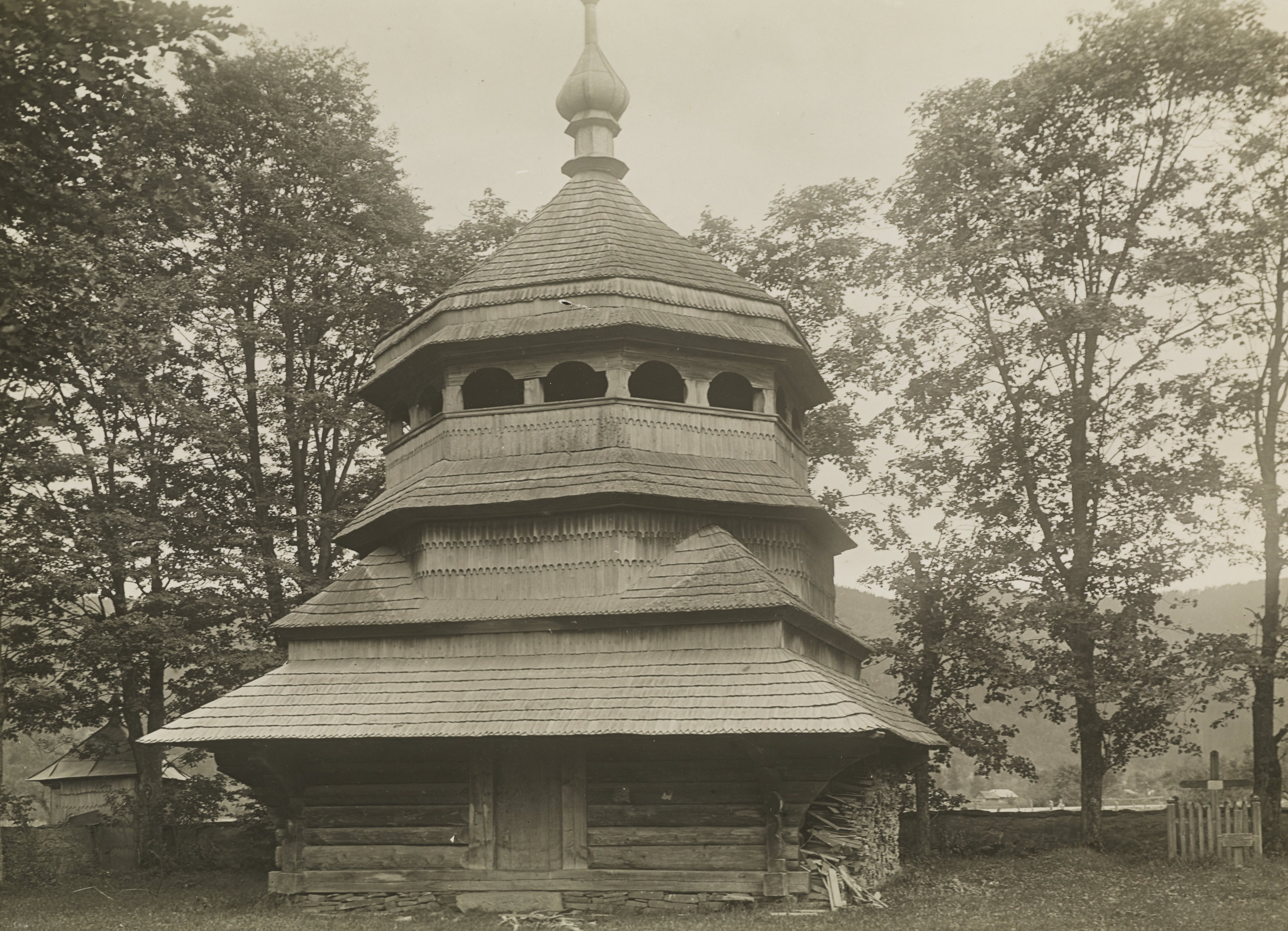
Dzwonnica przy cerkwi, przed 1939
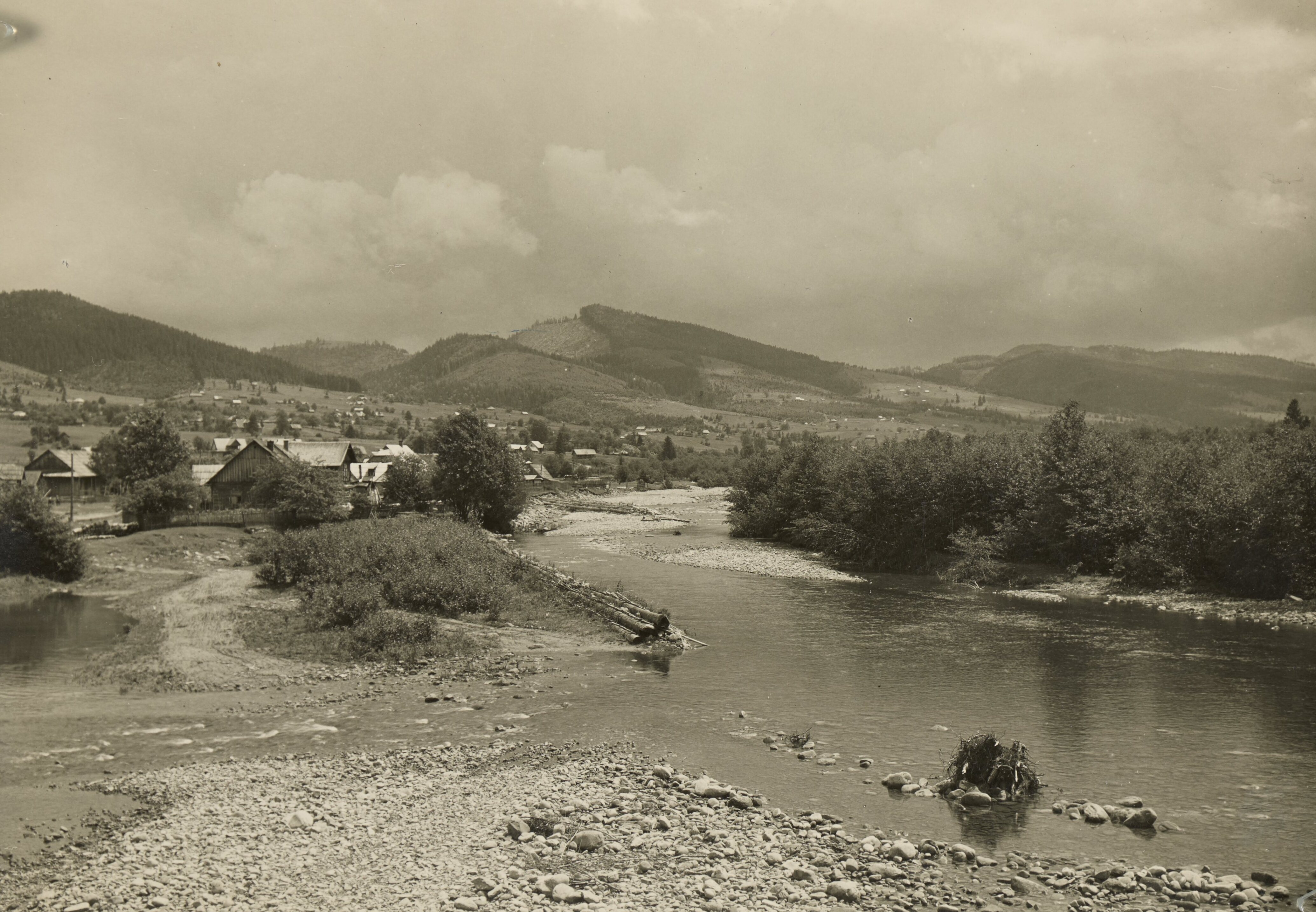
Prut w okolicach Mikuliczyna
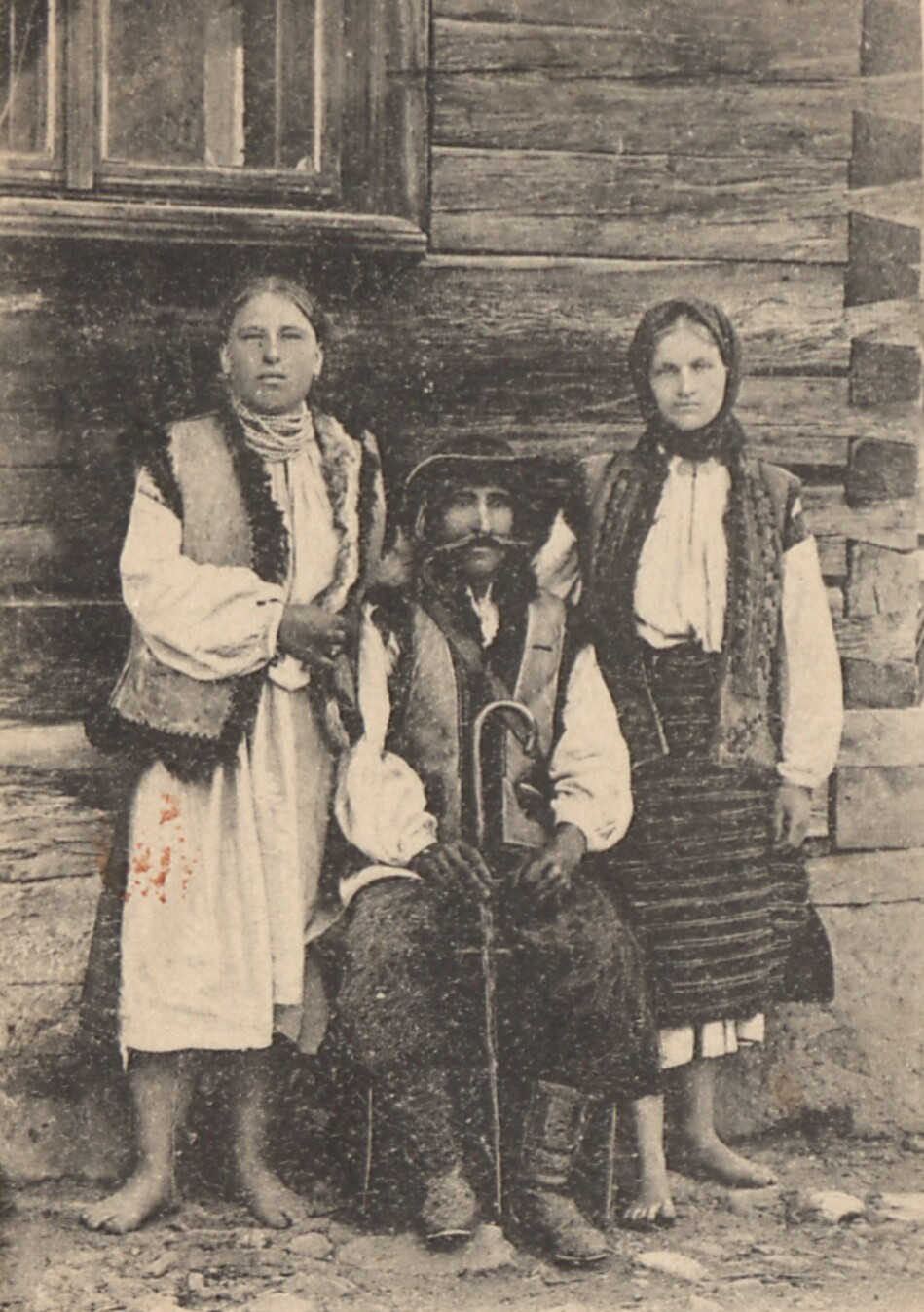
Huculi z Mikulczyna, 1901

## Ludzie urodzeni w Mikuliczynie
- Władysław Wojtan – polski inżynier geodeta, profesor Wyższej Szkoły Lasowej we Lwowie, profesor zwyczajny katedry miernictwa Politechniki Lwowskiej,
- Jan Kosina – major dyplomowany piechoty Wojska Polskiego, wykładowca uczelni wojskowych, urzędnik Wojskowego Biura Historycznego, ofiara zbrodni katyńskiej
- Władysław Midowicz – polski geograf i meteorolog, działacz turystyczny i krajoznawczy, z zamiłowania turysta górski.